# Classic (Bryan Adams)
Classic è un album di ri-registrazioni del cantautore canadese Bryan Adams. È stato pubblicato in download digitale tramite Badams Music Limited il 1 aprile 2022 e contiene nuove interpretazioni in studio di brani degli anni '80 e '90, tra cui "Summer of 69", "Heaven", "Run To You" e "Please Forgive Me".

## Descrizione
In vista dell'uscita di So Happy It Hurts, Bryan Adams ha parlato di come ha deciso di ri-registrare il suo vecchio materiale dopo che la sua ormai ex etichetta discografica, la Universal Music Group, si è rifiutata di restituire i suoi brani originali.

Adams, che ha eseguito "Summer of 69" dal vivo con Taylor Swift nel 2018, le ha attribuito l'idea di registrare nuovamente il suo lavoro precedente.
(Bryan Adams durante una intervista a Stereogum)

## Pubblicazione e Promozione
Adams ha annunciato l'uscita digitale di Classic sulla sua pagina Instagram ufficiale il 1 aprile 2022. Poche ore dopo, le otto tracce sono state pubblicate su YouTube: sei solo audio e due nuovi video. Sono stati prodotti nuovi video per “Heaven” e “Run To You”.

## Tracce
1. Summer of '69 – 4:08 (Bryan Adams, Jim Vallance)
2. (Everything I Do) I Do It for You – 6:27 (Adams, Michael Kamen, Robert John "Mutt" Lange)
3. Heaven – 4:23 (Adams, Vallance)
4. Run to You – 4:17 (Adams,  Vallance)
5. Please Forgive Me – 5:12 (Adams, Lange)
6. Straight From The Heart – 3:28 (Adams, Eric Kagna)
7. Hidin' From Love – 3:03 (Adams, Vallance, Kagna)
8. Teacher Teacher – 3:22 (Adams, Vallance)

## Versione LP
Dal 2023, è disponibile una versione su vinile dell'album "Classic" che contiene nuove interpretazioni in studio di 14 brani degli anni '80, '90 e 2000. L'album è stato rilasciato in doppio LP.
Disco 1
- Lato A

1. Summer of '69 – 4:08 (Bryan Adams, Jim Vallance)
2. (Everything I Do) I Do It for You – 6:27 (Adams, Michael Kamen, Robert John "Mutt" Lange)
3. Run to You – 4:17 (Adams, Vallance)
4. Heaven – 4:23 (Adams, Vallance)

- Lato B

1. Can't Stop This Thing We Started – 4:39 (Adams, Lange)
2. Cuts Like a Knife – 5:23 (Adams, Vallance)
3. Please Forgive Me – 5:12 (Adams, Lange)
4. Straight From The Heart – 3:28 (Adams, Eric Kagna)
5. Hidin' From Love – 3:03 (Adams, Vallance, Kagna)

Disco 2
- Lato C

1. When You're Gone feat Melanie C  – 3:21 (Adams, Eliot Kennedy)
2. Here I Am – 4:36 (Adams,Hans Zimmer,  Gretchen Peters)
3. When You Love Someone – 3:11 (Adams, Gretchen Peters, Michael Kamen)
4. Back to You – 4:27 (Adams, Kennedy)
5. Have You Ever Really Loved a Woman? – 4:48 (Adams, Kamen, Lange)

- Lato D

Incisione della sagoma di Adams su uno sfondo a spirale

## Formazione
L'album è prodotto da Bryan Adams e progettato da Hayden Watson. Tutte le tracce tranne "Hidin' From Love" sono mixate da Bob Clearmountain. "Hidin' From Love" è mixato da Watson.

## Classifiche

### Classifiche settimanali
| Classifica (2023) | Posizione massima |
| ----------------- | ----------------- |
| Belgio (Fiandre)  | 79                |
| Germania          | 41                |
| Scozia            | 51                |